# Al1
AI1 — четвёртый мини-альбом южнокорейского бой-бенда SEVENTEEN. Он был выпущен 22 мая 2017 года лэйблом Pledis Entertainment. Альбом содержит восемь треков, в том числе ведущий сингл «Don't Wanna Cry».

## Предпосылки и релиз
11 мая 2017 года Pledis Entertainment выпустил видео-тизер на  странице Seventeen в Instagram в рамках подготовки к Al1. На видео изображен Вернон, блуждающий по пустынной дороге с компасом в руке. В течение следующих пяти дней двенадцать подобных трейлеров, по одному для каждого участника, были выпущены на аккаунтах социальных сетей Seventeen. 16 мая они опубликовали концептуальные фотографии  и трек-лист  мини-альбома на своих страницах в Twitter и Instagram. Кроме того, они выпустили детали альбома, которая состояла из фотокниги, 2-ух плакатов, фотокарточки, открытки и наклейки. 20 мая Seventeen выпустили первый тизер для заглавного трека «Don't Wanna Cry» на своем канале YouTube.

## Музыкальное видео
Музыкальное видео для заглавного трека «Don't Wanna Cry» было выпущено 22 мая и показывает участников группы, меланхолично выражающих свои сожаления в конце отношений.

## Продвижение
26 мая 2017 года Seventeen вернулись на шоу Show! Music Core. За этим последовали выступления на шоу The Show, Show Champion, M Countdown, Music Bank, Seventeen в общей сложности одержали шесть побед.

## Список треков
| №                   | Название                             | Текст песни                       | Музыка              | Arrangement         | Длительность |
| ------------------- | ------------------------------------ | --------------------------------- | ------------------- | ------------------- | ------------ |
| 1.                  | «Don't Wanna Cry» ((울고 싶지 않아)) | Woozi Vernon Hoshi Jeonghan Bumzu | Woozi Bumzu         | Bumzu               | 3:23         |
| 2.                  | «입버릇» (Habit) (Vocal Team)        | Woozi                             | Woozi Simon Petrén  | Simon Petrén        | 4:13         |
| 3.                  | «IF I» (Hip-hop Team)                | S.Coups Vernon Mingyu             | Bumzu               | Bumzu               | 3:09         |
| 4.                  | «Swimming Fool» (Performance Team)   | Woozi Vernon Dino Bumzu           | Woozi Hoshi Bumzu   | Bumzu               | 3:07         |
| 5.                  | «MY I» (Jun & The8)                  | Jun The8 Bumzu                    | Woozi Bumzu         | Bumzu               | 3:04         |
| 6.                  | «Crazy in Love»                      | Woozi Vernon S.Coups Mingyu Bumzu | Woozi Bumzu Anchor  | Bumzu Anchor        | 3:35         |
| Общая длительность: | Общая длительность:                  | Общая длительность:               | Общая длительность: | Общая длительность: | 20:37        |

| №                   | Название                                | Текст песни                        | Музыка                              | Arrangement                   | Длительность |
| ------------------- | --------------------------------------- | ---------------------------------- | ----------------------------------- | ----------------------------- | ------------ |
| 7.                  | «Who» (Performance Team)                | Hoshi Dino                         | Woozi Dong Ne-hyeong Won Yeong-heon | Dong Ne-hyeong Won Yeong-heon | 3:20         |
| 8.                  | «Check-In» (Remastering) (Hip-hop Team) | S.Coups Vernon Mingyu Wonwoo Bumzu | Bumzu                               | Bumzu                         | 2:33         |
| Общая длительность: | Общая длительность:                     | Общая длительность:                | Общая длительность:                 | Общая длительность:           | 26:30        |

## Награды и номинации

### Музыкальные программы
| Песня             | Программа                 | Дата          |
| ----------------- | ------------------------- | ------------- |
| «Don't Wanna Cry» | The Show (SBS MTV)        | 30 мая, 2017  |
| «Don't Wanna Cry» | Music Bank (KBS2)         | 2 июня, 2017  |
| «Don't Wanna Cry» | Show Champion (MBC Music) | 7 июня, 2017  |
| «Don't Wanna Cry» | The Show (SBS MTV)        | 13 июня, 2017 |
| «Don't Wanna Cry» | Show Champion (MBC Music) | 14 июня, 2017 |
| «Don't Wanna Cry» | M Countdown (Mnet)        | 15 июня, 2017 |